# Едит Дьомрьои
Едит Дьомрьои (на унгарски: Gyömrői Edit) е унгарски психоаналитик.

## Биография
Родена е на 8 септември 1896 година в Будапеща, Унгария, в семейството на Марк Гелб и Илона Пфайфер. Първоначално учи вътрешен дизайн по желание на баща си, но по-късно го изоставя. Омъжва се за Ервин Рени през 1914 г., но се развежда четири години по-късно.
Научава за психоанализата от чичо си Ищван Холос и започва да я учи. Дьомрьои работи на изключително много работи: парашутна фабрика, продавач в книжарница и много други. Живее известно време в Ужгород, Тимишоара, но е изгонена от последния град поради комунистически идеи. В периода 1932 – 1933 живее в Берлин с втория си съпруг Ласло Тьолги.
През 1923 г. започва да се анализира при Ото Фенихел, като постепенно между 1925 и 1929 г. преминава и обучителна анализа при него. В Берлин тя влиза в марксисткия кръг на психоаналитици като Ани и Вилхелм Райх, Ото Фенихел, Едит Якобсон и Зигфрид Бернфелд. След идването на нацистите на власт Дьомрьои емигрира от Берлин с някои свои колеги и отиват в Прага, където основават психоаналитичен институт за обучение. Година по-късно става специален член на Унгарското психоаналитично общество. Организира семинари за майки и педагози с практическа насоченост заедно с Лилиян Ротър. Посещава и семинарите на Ана Фройд във Виена.
През 1935 г. започва да анализира унгарския поет Атила Йожев, който преди това се подлага на психоанализа при Саму Рапапорт. През 1936 терапията му е поета от Робърт Бак. С усилване на расизма през 1938 заминава за Шри Ланка с третия си съпруг Ласло Ушвари с помощта на Джон Рикман. Синът ѝ обаче не успява да избяга и умира в работнически лагер. В Шри Ланка Дьомрьои става член на Индийското психоаналитично общество и продължава аналитичната си дейност. Там започва да се интересува от будизма и записва да учи източна философия, която завършва през 1944 г. с дисертация на тема „Чудо и вяра в ранния будизъм“. Там се среща с четвъртия си съпруг Евелин Людовик (предишния умира през 1940) и през 1956 двамата се местят в Лондон. Там става член на Британското психоаналитично общество и част от аналитиците около Ана Фройд и започва да работи в клиниката Хампстед (днес център Ана Фройд).
Умира на 11 февруари 1987 година в Лондон на 90-годишна възраст.